# Square des Griottiers
 (signalé en août 2025).
Si vous disposez d'ouvrages ou d'articles de référence ou si vous connaissez des sites web de qualité traitant du thème abordé ici, merci de compléter l'article en donnant les références utiles à sa vérifiabilité et en les liant à la section « Notes et références ».
- Archive Wikiwix
- Bing
- Cairn
- DuckDuckGo
- E. Universalis
- Gallica
- Google
- G. Books
- G. News
- G. Scholar
- Persée
- Qwant
- (zh) Baidu
- (ru) Yandex
- (wd) trouver des œuvres sur Wikidata

Le square des Griottiers (en néerlandais : Morelleboomsquare) est un petit square triangulaire bruxellois de la commune de Schaerbeek formé par le croisement de l'avenue Émile Max, de l'avenue Milcamps et de l'avenue Félix Marchal.
L'inauguration du square a eu lieu le 22 novembre 1992 à l'occasion du chapitre annuel de la Confrérie de l'Ordre de la Griotte. Aucune habitation ne porte cette adresse.
Le griottier est un cerisier. Son fruit, la griotte, et l'âne sont les deux symboles de Schaerbeek, car au temps jadis, les Schaerbeekois transportaient leur production de cerises à dos d'âne vers les marchés bruxellois.
Ce sont ces cerises du Nord, cerises aigres, qui entrent dans la fabrication de la bière kriek-lambic. Le square possédait cinq griottiers, seuls trois subsistent.
Au centre du square se trouve une œuvre du sculpteur Eugène Canneel (1832-1906), Les joies du Printemps. Cette sculpture se trouvait à l'origine au parc Josaphat.
Bruxelles possède également une rue des Griottes, une rue du Cerisier, une avenue des Cerisiers, une rue Montagne des Cerisiers et un square de la Cerisaie.
À Schaerbeek, au parc Josaphat, chaque dernier dimanche de juin a lieu la Fête de la cerise.

## Galerie de photos

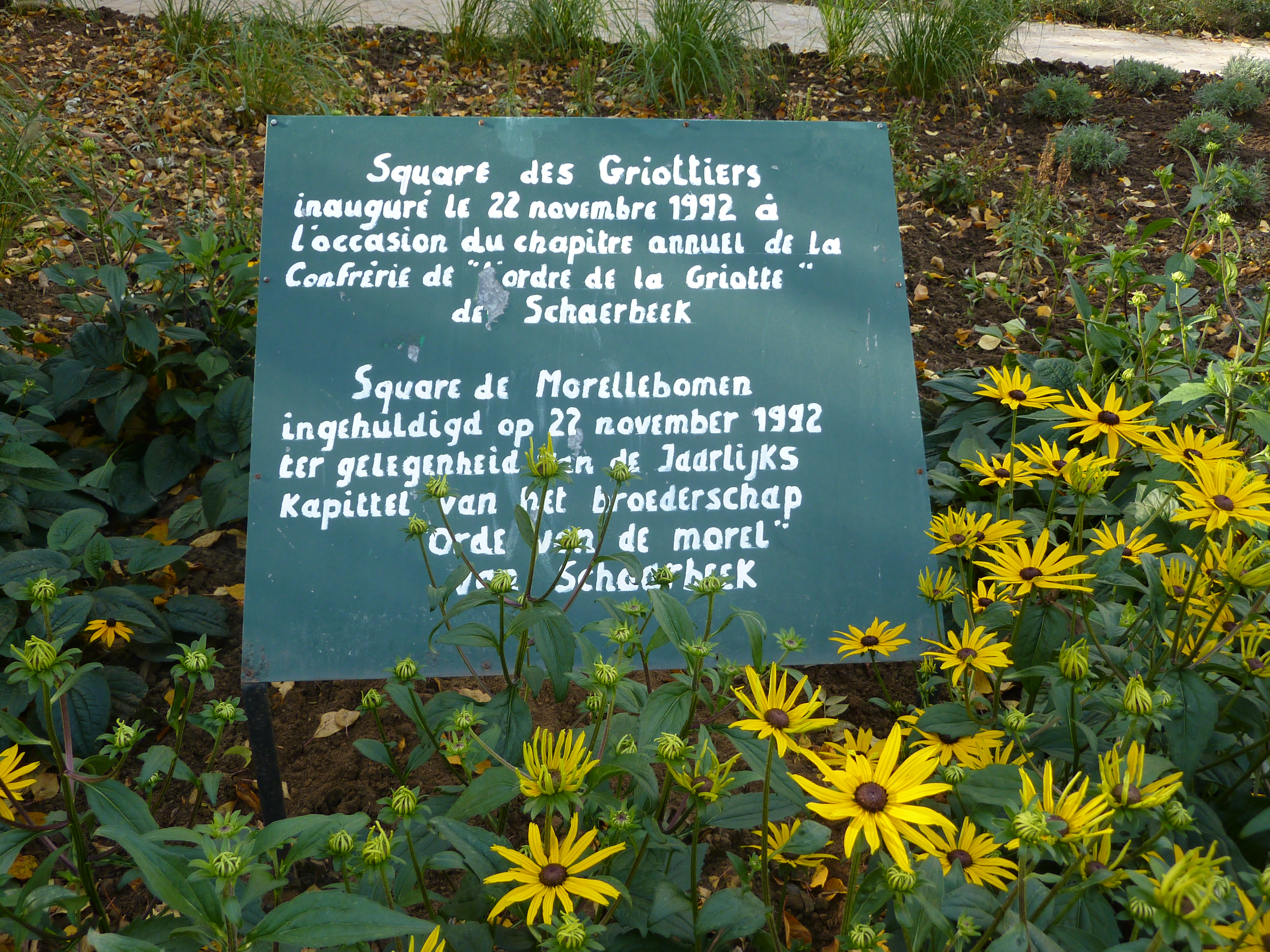
Plaque inaugurale